# Konkanakuratti, Kundgol
Konkanakuratti là một làng thuộc tehsil Kundgol, huyện Dharwad, bang Karnataka, Ấn Độ.